# Siófoki autóbusz-baleset (2003)
A 2003-as siófoki buszbaleset május 8-án 8 óra 35 perckor történt a város Darnay Kálmán téri vasúti átjárójában. A budapesti Déli pályaudvarról Nagykanizsa felé tartó gyorsvonat belerohant egy német turistákat szállító autóbuszba, amely a tilos jelzés ellenére hajtott a sínekre. 33 fő meghalt, 6-an súlyos sérüléseket szenvedtek.

## A baleset
2003. május 8-án Szabadisóstó vasútállomás és Siófok vasútállomás között, az AS 1121 számú, fénysorompóval biztosított Darnay téri átjáróban a 852 számú vonatot továbbító, 1078 pályaszámú V43 gép belerohant egy német turistabuszba, mely a fénysorompó tilos jelzését figyelmen kívül hagyva hajtott a sínekre. A szerelvény mintegy 100 km/h sebességgel haladva 300 méterre járt az átjárótól, amikor a mozdonyvezető észlelte az autóbuszt. Hangjelzést adott, majd gyorsfékezést alkalmazott, azonban ilyen távolságon az ütközést már nem lehetett elkerülni. A mozdony kettészakította a buszt, egyik darabját több mint 300 méteren tolta maga előtt, közben kisiklott, és az utána sorozott kocsi első zsámolya (2 tengelye) is leugrott a sínről. Az autóbuszon tartózkodó 38 főből 33 meghalt. A buszon utazó egyetlen magyar állampolgár, az idegenvezető súlyos sérüléseket szenvedett, de túlélte a balesetet. A vonat utasai közül senki nem sérült meg, a mozdonyvezető könnyebb sérüléseket szenvedett. Az érintett vasúti pályaszakaszon jelentős kár keletkezett.
A szerencsétlenséget a buszvezető okozta, aki a tilos jelzés ellenére hajtott a sínekre.

## A baleset utóélete
A tragédiát követően a MÁV félsorompókat helyezett üzembe az átjáróban.